# Myiáze

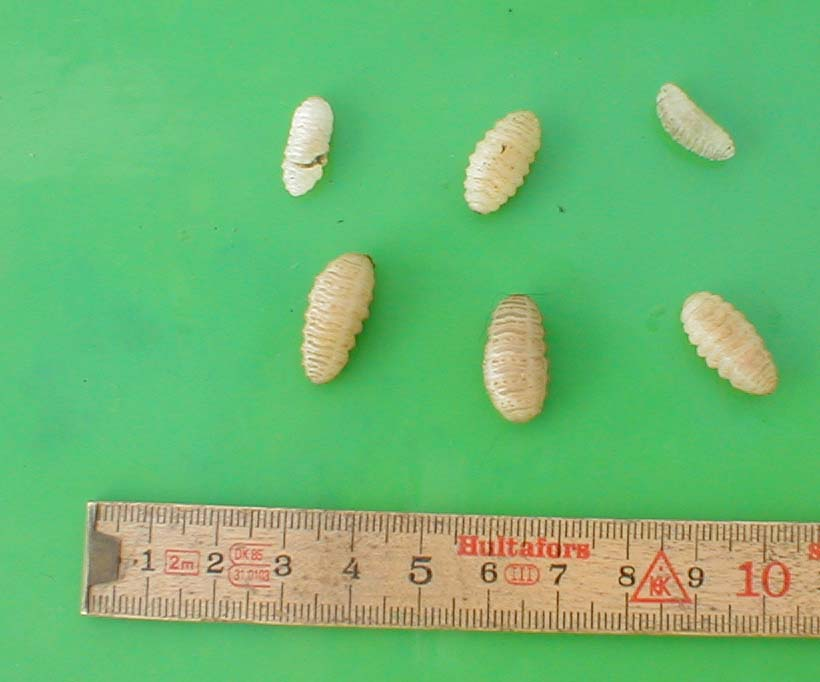
Larvy střečka hovězího

Myiáze jsou onemocnění obratlovců působená mušími larvami. Obvykle mouchy (nejvíce různé čeledi střečků a bzučivkovitých) kladou vajíčka do ran či na pokožku hostitele, kde se vylíhnou larvy, které požírají buď již odumřelou nebo živou tkáň. Larvy některých čeledí se mohou vyvíjet i např. v nosní dutině či urogenitálním systému.

## Dělení
Myiáze dělíme do dvou základních typů. U traumatických myiáz se vyvíjí větší počet larev v jednom místě, naopak u furunkolózních myiáz se larvy vyvíjejí jednotlivě v samostatných podkožních ložiscích.

### Ekologie
Mouchy způsobující myiáze můžeme rozdělit do tří ekologických skupin podle vývoje jejich larev. Saprofágní druhy se vyvíjí v rozkládajícím se organickém materiálu a mohou napadnout poškozenou či infikovanou tkáň hostitele. Fakultativní druhy se taktéž živí jako saprofágové, ale mohou sami napadnout tkáň hostitele. Obligatorní paraziti se vždy vyvíjí v živé tkáni.

### Podle lokalizace v hostiteli
Dělíme myiáze na kožní, tkáňové, ušní, nosní, oční, střevní a urogenitálního systému.
- Myiáze kožní jsou obvykle způsobované larvami čeledi Hypodermitidae (střečci podkožní). Vajíčka jsou kladena na chlupy hostitelů, kde se líhnou larvy prvního instaru, které aktivně pronikají do podkoží hostitele. Dospělé larvy vypadávají z podkoží ven, kde se kuklí.[1] Z čeledi Calliphoridae (bzučivkovití) pak rody Lucilia a Cochliomyia. Z čeledi Sarcophagidae (masařkovití) zejména Wohlfahrtia magnifica.[2]
- Myiáze trávicího traktu způsobují zástupci čeledi Gasterophilidae (střečci žaludeční). Vajíčka jsou kladena na vegetaci či srst lichokopytníků, odkud jsou slízána. Larvy 3. instaru odchází z těla společně s trusem a ve vnějším prostředí se kuklí. Další možností vzniku těchto myiází je náhodné pozření vajíček či larev některých saprofágních druhů much. K nákaze může dojít při konzumaci neomyté zeleniny, tepelně neupravených potravin či z neumytých rukou.[2]
- Nosní myiáze působí čeleď Oestridae (střečci nosní). Živé larvy 1. instaru jsou vstřikovány samičkou do okolí nozder kopytníků. Jsou vdechnuty a přesouvají se do zadní části nosních dutin. Larvy 3. instaru putují k vyústění nosní dutiny, kde jsou následkem dráždění nosní sliznice vyfrknuty do prostředí.[1]
- Myiáze urogenitálního systému. Mouchy druhu Fannia canicularis jsou lákány pohlavními sekrety, kladou svá vajíčka na genitálie (častěji ženské) a larvy poté pronikají vyústěním močové trubice do močových cest. K infekci dochází většinou ve spánku či v opilosti.[2]

## Význam pro člověka
Na území ČR se v dnešní době vyskytuje pouze jeden druh. Jedná se o koutuli (Clogmia albipunctata), jež je invazním druhem původně z tropických a subtropických oblastí. Výskyt byl poprvé potvrzen v roce 2011. V r.2014 bylo v Praze známo jediné stanoviště, ale nyní (2016) je rozšíření pravděpodobně častější. Běžné jsou i u nás myíáze divoké zvěře či ropuch.

### Hospodářský význam
V oblastech Asie, jižní a střední Ameriky a Afriky, kde se myiáze často objevují, mohou působit snížení dojivosti, nízké váhy dobytka či úhyn zvířat.

### Prevence, léčba
Při pobytu v prostředí s možností nákazy je vhodné používat repelenty, pokožku zakrývat oblečením, spát v prostorech chráněných např. sítěmi v oknech či pod moskytiérami. U dlouhodobě nemocných pacientů, seniorů či u osob mentálně postižených se můžeme i u nás setkat se sekundárními myiázemi.
Při traumatickém onemocnění je nutné chirurgické odstranění larev a je vhodná aplikace lokálních antibiotik. U furunkulózních případů je možná samoléčba, kdy se na lézi nanese vazelína, mastný krém či např. špek. Larva se udusí a je ji možno vymáčknout z rány. Je nutné dbát na to, aby v ráně nezůstal zbytek larvy.

### Využití
Larvy bzučivkovitých jsou laboratorně množeny a využívány v medicíně k urychlení léčby špatně hojících se ran, bércových vředů či při závažném diabetu.
Taktéž ve forenzní kriminalistice je možné určení přibližné doby smrti podle stádia vývoje larev jednotlivých saprofágních druhů much.